# Cerkiew św. Aleksandra Newskiego w Warszawie (Łazienki Królewskie)
Cerkiew św. Aleksandra Newskiego w Łazienkach Królewskich – cerkiew prawosławna wzniesiona w 1846 w wyniku przebudowy zachodniego pawilonu pałacu Na Wyspie w Łazienkach Królewskich w Warszawie. Świątynia została rozebrana w 1947.

## Historia
Cerkiew w Łazienkach, które od 1817 były własnością Romanowów, polecił wybudować w 1844 Mikołaj I, który sfinansował prace budowlane. Świątynia powstała w 1846 w wyniku przebudowy zachodniego pawilonu pałacu Na Wyspie. Autorem projektu był Andrzej Gołoński, który w 1836 także projektował cerkiew w Cytadeli Warszawskiej.
Po I wojnie światowej cerkiew zamieniono na kaplicę obrządku rzymskokatolickiego. Budynek rozebrano w 1947.

## Architektura
W założeniach architekta cerkiew miała łączyć się z założeniem architektonicznym pałacu Na Wyspie, nie burząc jego harmonii, stąd wybrał on styl klasycystyczny, zaś na główny budulec – biały marmur. Cerkiew zwieńczona była płaską kopułą, kształt okien i drzwi powtarzały wzory z pozostałej części budynku. Wnętrze świątyni było wyłożone białym marmurem, dwurzędowy ikonostas wykonano z drewna lipowego. W pomieszczeniu ołtarzowym Karol Briułłow wykonał monumentalny fresk Chrystus w Getsemani. 